# 上海公交浦东5路
浦东5路是上海市的一条公交路线。行驶途径金桥、张桥、曹路、合庆、三甲港至奥特莱斯威尼斯小镇。
浦东5路开线时原名蔡陆专线，2018年8月11日首班车起从东昌路渡口缩线至金桥路地铁站。三甲港终点站搬迁，延伸配套奥特来斯购物中心。由卓耀路悦达路开往金桥路地铁站（轨道交通6号线）。2020年10月11日，缩线至利津路巨峰路。

## 路线基本资料
所属车队电话：(021)58811380

### 服务时间
- 利津路巨峰路: 06:30—22:00
- 卓耀路悦达路：05:30-20:30 [1]

### 收费
本线路实行单一票价，RMB¥2元，另外线路实行公交换乘优惠。

### 停站
- 上行：利津路巨峰路 - 东陆路五莲路 - 东陆路博兴路 - 东陆路长岛路 - 东陆路金高路 - 东陆路金海路 - 金海路申江路 - 金海路金穗路 - 杉达大学 - 民耀路上川路 - 上川路民耀路 - 上川路民雨路 - 曹路 - 金钻路 - 凌空北路 - 龙东大道 - 合庆 - 周家码头 - 青墩 - 蔡路 - 三甲港

- 下行：三甲港 - 蔡路 - 青墩 - 周家码头 - 合庆 - 龙东大道 - 凌空北路 - 金钻路 - 曹路 - 上川路民雨路 - 上川路民耀路 - 民耀路上川路 - 杉达大学 - 金海路金穗路 - 金海路申江路 - 东陆路金海路 - 东陆路金高路 - 东陆路长岛路 - 东陆路博兴路 - 东陆路五莲路 - 东陆路张杨北路路 - 巨峰路张杨北路 - 利津路巨峰路

## 沿途经过
- 卫生机构：浦兴社区卫生中心
- 教育机构：上海第二工业大学，杉达大学，上海金融学院
- 政府机构：浦东新区曹路镇人民政府
- 旅游景点：三甲港广场、佛罗伦萨奥特莱斯